# Sculpture de sucre
 (janvier 2022).
Si vous disposez d'ouvrages ou d'articles de référence ou si vous connaissez des sites web de qualité traitant du thème abordé ici, merci de compléter l'article en donnant les références utiles à sa vérifiabilité et en les liant à la section « Notes et références ».

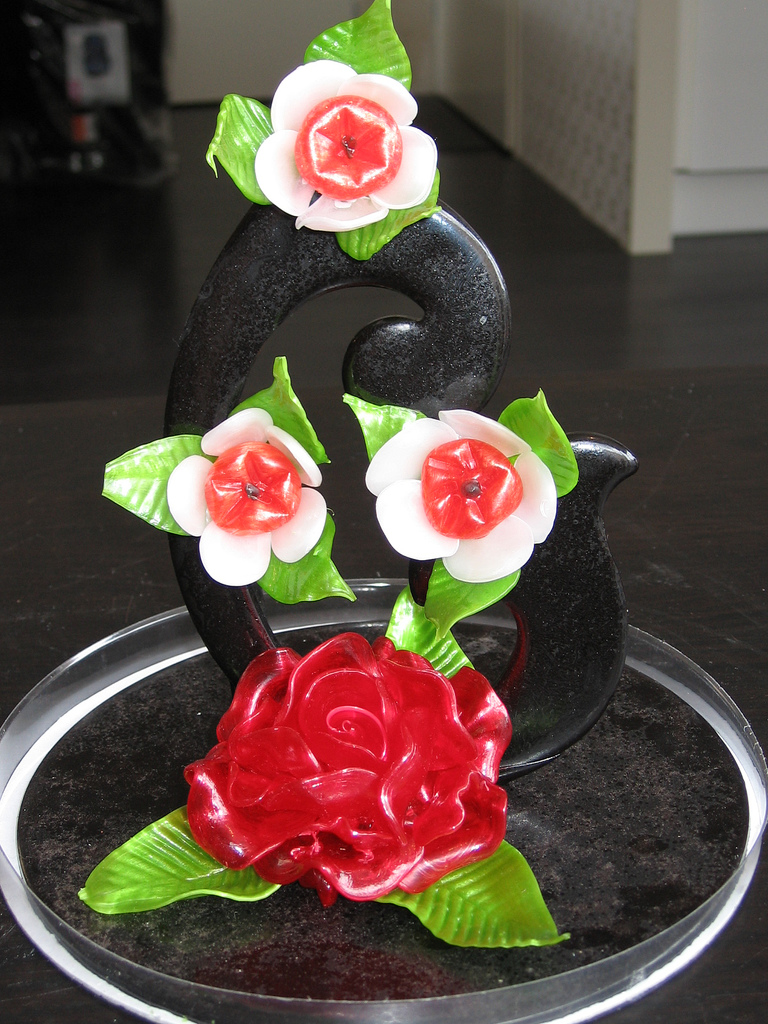
Roses en sucre.

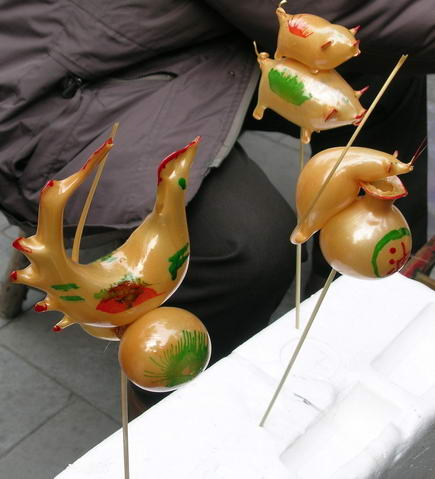
Animaux réalisés en sucre filé.

La sculpture du sucre, est un art culinaire, travaillé avec le sucre, réalisé par des techniques comme le pastillage, le sucre tourné, pour former divers objets.

## Les différentes techniques

### Pastillage
- Pâte à base de sucre (isomalt), de fécule, du vinaigre, et de l'eau qui sert à décorer et confectionner.